# بی‌خوابی (فیلم ۲۰۰۲)
بی‌خوابی (به انگلیسی: Insomnia) فیلمی روانشناسانه و رمزآلود به کارگردانی کریستوفر نولان که در اصل بازسازی فیلمی نروژی محصول سال ۱۹۹۷ به همین نام است. آل پاچینو، رابین ویلیامز و هیلاری سوانک در فیلم به ایفای نقش پرداخته‌اند. داستان فیلم در مورد دو کارآگاه پلیس است که به دنبال سرِنخ برای قتل دختری جوان می‌گردند. بی‌خوابی در ۲۴ مهٔ ۲۰۰۲ اکران شد و در نظر منتقدان و گیشه موفق بود. این تنها فیلم در کارنامهٔ نولان است که وی در آن نویسندگی فیلم‌نامه را بر عهده نداشته‌است.
این فیلم بازسازی فیلم نروژی بی‌خوابی (۱۹۹۷) است.

## بازیگران
- آل پاچینو (کارآگاه ویل درومر)
- رابین ویلیامز (والتر فینچ)
- هیلاری سوانک (کارآگاه الی بور)
- مارتین دونوان (کارآگاه هپ اکهارت)
- مورا تیرنی (ریچل کلمنت)
- جی برادو (فرانسیس)
- نیکی کت (فرد دوگار)
- پال دولی (نیبک)
- لورن کاردینال

## داستان
در شهر کوچک و سردِ نایت‌میوت، آلاسکا، جسد نوجوانی به نام «کی کانل» پیدا می‌شود که به‌طرزی مرموز به قتل رسیده است. برای کمک به پلیس محلی، دو کارآگاه باسابقه از لس‌آنجلس به آنجا فرستاده می‌شوند: «ویل دورمر» و همکارش «هپ اک‌هارت». در همین حال، واحد بازرسی داخلی اداره پلیس لس‌آنجلس در حال بررسی پرونده‌هایی است که احتمال دستکاری شواهد توسط دورمر در آن‌ها مطرح است، و هپ اعتراف می‌کند که قصد دارد برای دریافت مصونیت قضایی علیه دورمر شهادت دهد.
با ورود به نایت‌میوت، آن‌ها با کارآگاه جوان و مشتاقی به‌نام «الی بور» آشنا می‌شوند که پیگیر این پرونده قتل است. در یکی از عملیات‌ها، دورمر مظنون را به صحنه جنایت می‌کشاند. اما در حین تعقیب و گریز در مه غلیظ، مأمور پلیسی تیر می‌خورد. دورمر با تصور اینکه مظنون را می‌بیند، شلیک می‌کند، اما به‌جای مظنون، به اشتباه همکارش، هپ، را می‌کشد. در کنار جسد، یک اسلحه کالیبر ۳۸ پیدا می‌کند که متعلق به مظنون است. چون می‌داند اگر حقیقت مرگ هپ فاش شود، با توجه به شهادت قریب‌الوقوع او علیه دورمر، همگان گمان خواهند کرد که قتل عمدی بوده، پس تصمیم می‌گیرد حقیقت را پنهان کند. او وانمود می‌کند که تیرانداز اصلی همان مظنون بوده و اسلحه را هم مخفی می‌کند.
الی بور مسئول رسیدگی به این تیراندازی می‌شود. آن‌ها گلوله‌ای از نوع ۳۸ پیدا می‌کنند که به مأمور زخمی‌شده خورده بود، در حالی که گلوله‌ای که از بدن هپ درآورده‌اند از نوع ۹ میلی‌متری است. برای گم‌کردن ردپا، دورمر گلوله ۳۸ را به جسدی حیوانی شلیک می‌کند، آن را بیرون می‌آورد، تمیز می‌کند و با گلوله‌ای که از بدن هپ درآورده‌اند، جابه‌جا می‌کند.
دورمر که از عذاب وجدان و روشنایی بی‌وقفه تابستان آلاسکا دچار بی‌خوابی شده، تماس‌های تهدیدآمیزی دریافت می‌کند. قاتل اصلی، که شاهد قتل هپ بوده، با او تماس می‌گیرد. به‌زودی مشخص می‌شود که قاتل نویسنده‌ای محلی به‌نام «والتر فینچ» است که کی کانل طرفدار آثار او بود. دورمر به خانه فینچ نفوذ می‌کند، اما او متوجه حضور پلیس شده و فرار می‌کند. در بازگشت، دورمر اسلحه ۳۸ را در خانه فینچ جاسازی می‌کند تا او را گرفتار کند.
در دیداری بر روی کشتی، فینچ به دورمر پیشنهاد می‌دهد که اگر کمک کند شک را به سمت دوست پسر سابق کی، یعنی رندی، ببرد، او هم رازش را درباره قتل هپ فاش نخواهد کرد. فینچ از گفت‌وگویشان صدایی ضبط کرده است و دورمر از این بابت احساس خطر می‌کند. فینچ اعتراف می‌کند که مرگ کی در جریان درگیری فیزیکی با او اتفاق افتاده و ادعا می‌کند که این حادثه ناخواسته بوده.
بعد از آن، فینچ اسلحه ۳۸ را در خانه رندی پنهان می‌کند. پلیس که این اسلحه را پیدا می‌کند، رندی را بازداشت می‌کند. فینچ همچنین از بور دعوت می‌کند تا به خانه‌اش کنار دریاچه بیاید و نامه‌هایی که ظاهراً از آزارهای رندی به کی حکایت دارند، دریافت کند.
در همین حال، بور در صحنه قتل یک پوکه ۹ میلی‌متری پیدا می‌کند که با گلوله در جسد هپ مطابقت ندارد. با تحقیق درباره پرونده‌های قبلی دورمر، او متوجه می‌شود که دورمر همیشه اسلحه ۹ میلی‌متری حمل می‌کرده، و به این ترتیب به حقیقت تلخی می‌رسد: دورمر به احتمال زیاد همان کسی است که به اشتباه هپ را کشته است.
دورمر که به صاحب مهمان‌خانه اعتماد کرده، اعتراف می‌کند که در گذشته نیز مدرکی ساختگی برای محکوم کردن یک متهم کودک‌آزار فراهم کرده بود، چون مطمئن بود او مجرم است.
وقتی متوجه می‌شود بور به خانه فینچ رفته، با نگرانی به سمت آنجا می‌رود. فینچ پیش از رسیدن او، بور را بیهوش می‌کند. دورمر که به‌شدت بی‌خواب و تحلیل‌رفته است، نمی‌تواند با فینچ مقابله کند، اما بور به هوش آمده و از او دفاع می‌کند. فینچ فرار می‌کند و در تعقیب و گریز نهایی، بور با او درگیر می‌شود. دورمر با اسلحه ساچمه‌ای خود به فینچ شلیک می‌کند و او را از پا درمی‌آورد.
دورمر که حالا به‌شدت زخمی شده، در آغوش بور جان می‌دهد. او زمانی که بور می‌خواهد مدرک گلوله ۹ میلی‌متری را دور بیندازد تا راز او فاش نشود، مانع او می‌شود و آخرین حرفش این است: «راهت رو گم نکن… بذار بخوابم.»